# 蝴蝶 (2002年電影)
《蝴蝶》（法語：Le Papillon）是一部由菲利普·慕勒執導，Michel Serrault和Claire Bouanich主演的法語电影。

## 概要
Julien是一位熱愛收集蝴蝶標本的老鰥夫。Elsa是一個剛跟她媽媽搬進Julien住的公寓大樓的一個八歲小女孩。由於Elsa的母親經常不在家，她遂開始拜訪Julien。有天，Julien決定前往Vercors高原去找一種只能存活72小時、名叫Isabelle的稀有蝴蝶。Elsa則偷偷的加入這場冒險。劇情在Elsa的母親報警說她遭到綁架後越變越複雜。

## 外部連結
- 互联网电影数据库（IMDb）上《Le papillon (2002)》的资料（英文）